# ジョシュ・フエンテス
ジョシュ・フエンテス（Josh Fuentes, 1993年2月19日 - ）は、 アメリカ合衆国カリフォルニア州オレンジ郡ランチョサンタマルガリータ出身のプロ野球選手（内野手）。右投右打。MLBのアトランタ・ブレーブス傘下所属。
同じくプロ野球選手でコロラド・ロッキーズ時代の同僚でもあったノーラン・アレナドは従兄にあたる。

## 経歴

### プロ入りとロッキーズ時代
2014年にコロラド・ロッキーズと契約してプロ入り。契約後、傘下のA-級トリシティ・ダストデビルズでプロデビュー。41試合に出場して打率.260、1本塁打、16打点、6盗塁を記録した。
2015年はA級アッシュビル・ツーリスツでプレーし、93試合に出場して打率.252、6本塁打、42打点、7盗塁を記録した。
2016年はA級アッシュビルとA+級モデスト・ナッツでプレーし、2球団合計で105試合に出場して打率.307、13本塁打、64打点、3盗塁を記録した。
2017年はAA級ハートフォード・ヤードゴーツでプレーし、122試合に出場して打率.307、15本塁打、72打点、8盗塁を記録した。
2018年はAAA級アルバカーキ・アイソトープスでプレーし、135試合に出場して打率.327、14本塁打、95打点、3盗塁を記録した。オフの11月20日にルール・ファイブ・ドラフトでの流出を防ぐために40人枠入りを果たした。
2019年は開幕をAAA級アルバカーキで迎え、4月6日にメジャー初昇格を果たした。メジャーデビューとなった同日のロサンゼルス・ドジャース戦にて7回裏に代打で登場すると、イーミ・ガルシアからMLB初安打を放った。この年はMLBでは24試合に出場して打率.218、3本塁打、7打点、1盗塁を記録した。
2020年は新型コロナウイルスの感染拡大の影響で60試合の短縮シーズンとなる中で、30試合に出場して打率.306、2本塁打、17打点、1盗塁を記録した。
2021年は、5月17日に週間MVPに初選出されたが、後半戦は勢いを失い、8月以降はマイナー落ちも経験した。オフの11月7日にFAとなった。

### ブルージェイズ傘下時代
2022年3月26日にトロント・ブルージェイズとマイナー契約を結んだ。5月23日に自由契約となった。

### メキシカンリーグ時代
2022年6月15日にメキシカンリーグのユカタン・ライオンズと契約した。

### ブレーブス傘下時代
2022年12月31日にアトランタ・ブレーブスとマイナー契約を結んだ。

## 詳細情報

### 年度別打撃成績
| 年 度    | 球 団    | 試 合 | 打 席 | 打 数 | 得 点 | 安 打 | 二 塁 打 | 三 塁 打 | 本 塁 打 | 塁 打 | 打 点 | 盗 塁 | 盗 塁 死 | 犠 打 | 犠 飛 | 四 球 | 敬 遠 | 死 球 | 三 振 | 併 殺 打 | 打 率 | 出 塁 率 | 長 打 率 | O P S |
| -------- | -------- | ----- | ----- | ----- | ----- | ----- | -------- | -------- | -------- | ----- | ----- | ----- | -------- | ----- | ----- | ----- | ----- | ----- | ----- | -------- | ----- | -------- | -------- | ----- |
| 2019     | COL      | 24    | 56    | 55    | 8     | 12    | 1        | 0        | 3        | 22    | 7     | 1     | 0        | 0     | 0     | 1     | 0     | 0     | 20    | 0        | .218  | .232     | .400     | .632  |
| 2020     | COL      | 30    | 103   | 98    | 14    | 30    | 7        | 0        | 2        | 43    | 17    | 1     | 0        | 0     | 2     | 2     | 0     | 1     | 29    | 1        | .306  | .320     | .439     | .759  |
| 2021     | COL      | 95    | 284   | 271   | 30    | 61    | 11       | 1        | 7        | 95    | 33    | 0     | 0        | 0     | 1     | 12    | 1     | 0     | 65    | 5        | .225  | .257     | .351     | .608  |
| MLB：3年 | MLB：3年 | 149   | 443   | 424   | 52    | 103   | 19       | 1        | 12       | 160   | 57    | 2     | 0        | 0     | 3     | 15    | 1     | 1     | 114   | 6        | .243  | .269     | .377     | .646  |

- 2021年度シーズン終了時

### 年度別守備成績
内野守備
| 年 度 | 球 団 | 一塁（1B） | 一塁（1B） | 一塁（1B） | 一塁（1B） | 一塁（1B） | 一塁（1B） | 三塁（3B） | 三塁（3B） | 三塁（3B） | 三塁（3B） | 三塁（3B） | 三塁（3B） |
| 年 度 | 球 団 | 試 合      | 刺 殺      | 補 殺      | 失 策      | 併 殺      | 守 備 率   | 試 合      | 刺 殺      | 補 殺      | 失 策      | 併 殺      | 守 備 率   |
| ----- | ----- | ---------- | ---------- | ---------- | ---------- | ---------- | ---------- | ---------- | ---------- | ---------- | ---------- | ---------- | ---------- |
| 2019  | COL   | 11         | 98         | 3          | 0          | 6          | 1.000      | 2          | 0          | 0          | 0          | 0          | ----       |
| 2020  | COL   | 26         | 200        | 22         | 1          | 27         | .996       | 6          | 4          | 1          | 0          | 0          | 1.000      |
| MLB   | MLB   | 37         | 298        | 25         | 1          | 33         | .997       | 8          | 4          | 1          | 0          | 0          | 1.000      |

外野守備
| 年 度 | 球 団 | 左翼（LF） | 左翼（LF） | 左翼（LF） | 左翼（LF） | 左翼（LF） | 左翼（LF） | 右翼（RF） | 右翼（RF） | 右翼（RF） | 右翼（RF） | 右翼（RF） | 右翼（RF） |
| 年 度 | 球 団 | 試 合      | 刺 殺      | 補 殺      | 失 策      | 併 殺      | 守 備 率   | 試 合      | 刺 殺      | 補 殺      | 失 策      | 併 殺      | 守 備 率   |
| ----- | ----- | ---------- | ---------- | ---------- | ---------- | ---------- | ---------- | ---------- | ---------- | ---------- | ---------- | ---------- | ---------- |
| 2020  | COL   | 2          | 0          | 0          | 0          | 0          | ----       | 1          | 0          | 0          | 0          | 0          | ----       |
| MLB   | MLB   | 2          | 0          | 0          | 0          | 0          | ----       | 1          | 0          | 0          | 0          | 0          | ----       |

- 2020年度シーズン終了時

### 表彰
- 週間MVP：1回（2021年5月10日 - 5月16日）

### 背番号
- 8（2019年 - 2021年）